# Draumkvedet
Draumkvedet (norw., Das Traumgedicht) ist eine Balladendichtung eines unbekannten Verfassers aus Norwegen. Das Gedicht gilt als eine der bedeutendsten mittelalterlichen Balladen Norwegens.

## Entstehung
Vermutet wird eine Entstehung im Mittelalter. Manche Quellen gehen von einem Entstehungszeitpunkt zwischen dem 10. und 12. Jahrhundert aus. An anderer Stelle findet sich die Angabe „um 1300 (vielleicht auch später)“. Das Gedicht wurde zunächst mündlich überliefert und erst im 19. Jahrhundert schriftlich aufgezeichnet. Bekannte Fassungen stammen von Magnus Brostrup Landstad und Moltke Moe.

## Inhalt
Der Protagonist, Olav Åsteson, fällt an Heiligabend in einen zwölf Tage dauernden Schlaf. In seinem Traum sieht er das Fegefeuer, den Himmel und die Hölle sowie den Tag des Jüngsten Gerichts. Am Dreikönigstag erwacht er und reitet zu einer Kirche, in der er seine Vision schildert.

## Sonstiges
Die Ballade wurde vom norwegischen Komponisten Arne Nordheim vertont.